# BackWordz
BackWordz é uma banda norte-americana de rap metal formada em Dallas, Texas. A banda é notória por suas composições com alto teor político, letras libertárias tiradas das posições anarco-capitalistas do vocalista Eric July. A banda prega a oposição aos impostos, o que os integrantes consideram como roubo. O BackWordz foi aclamado pela Fox News e pelo apresentador Glenn Beck.
O BackWordz foi formado em 2014 após July deixar sua antiga banda de rap metal, Fire from the Gods, e ganhar uma significante cobertura da mídia por seu estilo e visões políticas. Em 2017, a banda lançou seu primeiro álbum de estúdio, Veracity, através da Stay Sick Recordings e em 2021 Eric July lançou a Mixtape Rap Circle de forma independente.

## História

### Formação e popularidade (2014-presente)
Após deixar a banda Fire from the Gods, Eric July começou a incorporar sua nova filosofia anarco-capitalista em suas letras, particularmente na música "The Capitalist", que chamou atenção de Kevin Kerestes e Marcello Garcci, que, junto como July formaram o BackWordz em 2014. Logo depois, o BackWordz gravou "Grindstone", que se tornou o single debut da banda.
BackWordz começou lançando uma série de videoclipes no YouTube, incluindo um cover de "Till I Collapse, do Eminem."
O BackWordz começou a ganhar mais popularidade, e July fez uma participação no programa Fox & Friends em agosto de 2015, onde foi convidado para discutir economia. Desde março de 2015, July participa do grupo ativista Minorities Seeking Solutions.

### Veracity
Em 2017, o BackWordz assinou contrato com a Stay Sick Recordings, uma gravadora pertencente a Chris Fronzak, vocalista da banda de metalcore Attila, que aumentou a popularidade banda participando da música e do videoclipe "Self Ownership".
Após uma campanha de sucesso no site GoFundMe, o BackWordz lançou seu primeiro álbum de estúdio Veracity, em 31 de março de 2017. O álbum alcançou várias paradas da Billboard, estreando na posição #2 no New Artist (Heatseekers), e #5 na parada de Hard Rock, bem como em #1 na Alternative New Artist, na posição #11 na parada Rock, e #14 na Top Independent Albums. O álbum também recebeu críticas favoráveis do KillYourStereoe do Rock Rage Radio.

## Estilo
Eric July descreve o estilo do BackWordz como "street hop". Jornalistas descrevem o som como rap metal e metalcore. O Allmusic compara o som da banda ao de Nas, Lauryn Hill, Korn e Pantera.
Os vocais de July combinam rap e vocais guturais. July compartilha os vocais com Alex James, que canta de forma limpa.

### Letras e visões políticas
O BackWordz tem sido descrito como "o Rage Against the Machine libertário", mas July diz, "Nós não soamos como o Rage, mas é normal sermos comparados porque eles são politizados e misturam rap com rock e metal. Eu não faço rap como o Rage. Musicalmente nós somos mais hardcore do que o Rage é." Entretanto, July admite que tem algumas concordâncias com as visões do guitarrista do Rage Tom Morello.
As letras de July são derivadas de suas opiniões anarco-capitalistas libertárias. A mais proeminente posição política conhecida do Backwordz é sua oposição aos impostos, com July usando um boné escrito "Taxation is Theft" (Imposto é Roubo) em shows.
As letras de "Utopias Don't Exist" criticam o Black Lives Matter e culpam os crimes de negros contra negros pela truculência da polícia.
A banda usa seus videoclipes para expressar seus pontos de vista políticos, como o vídeo de "Self Ownership", que, de acordo com a revista Reason, "descreve um funcionário desiludido dizendo para protestantes do lado de fora de uma prefeitura que políticos não vão salvá-los."
Perguntado pela Reason se o resto da banda compartilhava das visões políticas de July, ele respondeu, "Somos da mesma opinião. Temos nossas discordâncias, mas, na no geral, queremos a mesma coisa." July credita ao outro vocalista, Alex James, por ajudá-lo "melhor articular meus argumentos e minhas posturas".
De acordo com July, a banda ajudou a aumentar o interesse pelo libertarianismo entre os universitários, como contou à Reason, "Se eu puder tocar na frente de 4.000 estatistas e pelo menos uma dessas pessoas se voltar contra isso em cerca de dois meses e dizer, 'Velho, eu lembro desse cara alto, negro e barbado no palco dizendo tudo isso e agora as coisas fazem sentido,' Eu me sinto como se tivesse vencido."

## Integrantes
- Eric July - rap, vocal gutural[1]
- Alex James - baixo, vocais limpos[1]
- Kevin Kerestes - guitarra[11]
- Robbie Rosales - bateria[12]

### Ex-integrantes
- Marcello Garcci - guitarra[13] (2014-2018)[14]

## Discografia
- BackWordz & Outnumbered Presents (YoungRippa59)

| Faixa | Música        |
| ----- | ------------- |
| 01    | Rippas Rap #1 |
| 02    | Rippas Rap #2 |
| 03    | Rippas Rap #3 |
| 04    | Rippas Rap #4 |
| 05    | Rippas Rap #5 |

- Veracity (2017)

| Faixa | Música                     |
| ----- | -------------------------- |
| 01    | Pop It Off                 |
| 02    | Individualism              |
| 03    | Self Ownership             |
| 04    | Demon Rat                  |
| 05    | Statism                    |
| 06    | You, Are You               |
| 07    | Tell Me                    |
| 08    | Be Great                   |
| 09    | Praxeology                 |
| 10    | The Professional Protester |
| 11    | Addict                     |
| 12    | Democracy Sucks            |
| 13    | Utopias Don't Exist        |
| 14    | Let Me Live                |
| 15    | Snap                       |
| 16    | Sthatheist                 |
| 17    | Set Us Free                |

- Rap Circle (2021)

| Faixa | Música            |
| ----- | ----------------- |
| 01    | Pop It Off - PT 2 |
| 02    | Tardy             |
| 03    | Brainlet          |
| 04    | Sunday Best       |
| 05    | Barred            |
| 06    | Let It Slide      |
| 07    | Politicking       |
| 08    | Half Way          |
| 09    | Non-Playable      |
| 10    | Better            |
| 11    | Mental            |
| 12    | Crazy People      |
| 13    | Lames             |
| 14    | Junior            |